# 魅族M8
魅族 M8（MiniOne）是由中国珠海市魅族公司生产的一款智能手机，具备多点触控、3.4英寸屏幕，可浏览互联网和多媒体内容。其采用魅族自主研发的基于Windows CE 6.0内核的Mymoblie操作系统。

## 产品历史

### 开发至上市阶段
- 2006年3月15日，魅族总经理黄章于魅族官方论坛(以下简称为论坛)透露下一代产品M8的开发计划，这也是魅族最早透露的关于M8的开发计划。
- 2008年12月8日，由于尚未取得进网许可证书，魅族M8暂时以“公测版”的名义开始销售本机，该版本内置Wifi功能。
- 2009年1月15日，魅族取得了中国工业和信息化部颁发的进网许可证书[4]。
- 2009年2月18日，魅族M8正式上市[5]，正式版M8没有Wifi功能。有两个不同的存储容量供消费者选择，其中8G版本建议零售价为2380元，16G版本建议零售价为2880元。考虑到许多人对于Wifi的需求，公测版M8并未停止销售。

### 上市至今
- 2009年5月1日，正式发布白色版M8。
- 2009年6月1日，推出M8官方翻新机，即M8RE版。该版售价为零售价1599元，只限8G规格。
- 2009年9月22日，魅族M8SE版正式发售，此版本优化了电路设计，取消了音乐按键。
- 2009年11月14日起，M8推出新RE版，并降价至1499元，新RE版相当于SE（信号加强）版的官方翻新机[6]。
- 2011年5月9日，魅族官方宣布启动M8故障机折价换购魅族M9活动，用户持M8故障机到认证店折价700元，并按所购容量机型补足余额，现场换购魅族M9。之后，魅族开展了M8故障机换购MX双核版的活动。
- 2012年6月20日，魅族启动M8折价换购魅族MX四核活动，魅族M8用户即可凭M8产品至魅族认证店折价700元换购魅族MX四核一台，M8由店内工作人员收回，用户需补足余款。

## 手机配置
- CPU：三星S3C6410 667MHz
- RAM：256MB
- 内置闪存：8GB/16GB
- 操作系统：基于Windows CE 6.0内核的Mmobile操作系统
- 屏幕：3.4英寸1600万色三星TFT电容式液晶触摸屏，支持两点触控
- 屏幕分辨率：720×480
- 机身尺寸：108mm × 59mm × 12mm
- 重量：118克
- 颜色：黑色和白色
- 摄像头：320万像素CMOS镜头，支持自动对焦、微距，支持拍摄VGA尺寸的视频
- 音频输出：3.5mm耳机接口
- 通信能力：GSM（900, 1800 MHz）, GPRS/EDGE
- 连接能力：蓝牙、Wi-Fi（802.11b/802.11g）（公测版、SE、新RE版）、MiniUSB
- 电池能力：1300mAh 3.7V 锂聚合物电池
- 通话时间：370分钟，待机时间：带SIM卡179小时，不带SIM卡374小时
- 视频播放时间：7小时，音乐播放时间：21.5小时
- 内置传感器：重力传感、环境光传感器、红外距离传感器和触摸传感器

## 多媒体支持

### 音频格式
支持的音频格式有：APE、FLAC、OGG、WAV、WMA、MP3、AMR、AAC。

### 视频格式
支持AVI、MP4、3GP、MOV、ASF、WMV、MPEG、MKV、FLV、RM、RMVB等文件格式，480P分辨率及30fps帧率。

## M8各版本的区别

### 公测版和正式版的区别
- “公测版”没有粘贴电信设备进网许可证，本质上属于非法销售
  - 根据中国大陆相关规定，在中国大陆销售的手机，即所谓“行货”，都必须在获得进网许可证之后方可销售。
- “公测版”拥有当时大陆电信管理部门不允许手机配备的Wifi芯片，但出厂时未被激活，可由软件激活。

### SE版与正式版的区别
- 优化印刷电路板(PCB)设计：元件布局的分隔更为细化，排线和连接件明显减少。
- 取消音乐按键。
- SIM卡槽由原来的卡扣固定变成了现在的插入式。
- 更换音频芯片升级为欧胜WM8993，这是欧胜公司新推出的手机专用音频编解码耳放功放一体的芯片。[7]

## 相关事件
- 屏幕失灵问题：由于有多个用户反映触摸屏失灵，后来黄章承认原因为TPK生产的电容屏良品率不高，并表示将同TPK打官司。并且承诺凡是屏幕非人为故障，一年之内免费换新。
- 被放大的信号问题：有用户反映，在同等信号情况下，M8存在无信号的情况，并有漏接短信电话事件发生。黄章承诺未来的新固件“信号强度至少提高3dBm，这样可以大大提高弱信号环境下的通话质量”。
- QQ事件：M8自发售以来，长期缺乏稳定的QQ软件，魅族总经理黄章不断在论坛表示，腾讯官方的M8版QQ即将推出，但却迟迟未出。魅族用户发现在腾讯官网及QQ上出现魅族广告，认为魅族腾讯已就M8专版QQ进行沟通，魅族给予腾讯广告及活动奖品赞助，认为腾讯不守业界潜规则，引发魅族用户不满。随后在2009年7月31日，黄章再次在论坛发表言论称对腾讯无奈，导致长期等待QQ的魅族用户纷纷到腾讯论坛发贴，其中有不少非理性的谩骂攻击占据论坛大量版面[8]。2009年9月14日，黄章在官方论坛说“我们工程师已经从腾讯那拿到开发包了，正在做用户界面，做完后给腾讯认证没问题后就可以发布了。”
- 微型计算机事件：《微型计算机》杂志刊登一篇文章《国产第一手机神话破灭，魅族M8深陷公测门》，被M8用户指责为严重歪曲事实，误导读者。魅族总经理黄章在论坛宣称这是媒体潜规则，因为魅族未在《微型计算机》做广告，才导致如此。此事引起大量M8用户对微型计算机杂志的不满，并到微型计算机论坛进行类似于腾讯QQ论坛的抗议。微型计算机版主就此做出解释，称并非歪曲，且并非潜规则，但被魅族用户指出魅族曾在《微型计算机》刊登广告[9][10]。
- 掉电门事件：所谓掉电现象,即正常的M8在70%、50%、40%等任一个电量点时，突然显示电量只有20%，然后就是10%，再然后就是5%，最后自动关机。重新启动后，电量显示又显示为正常的数目。黄章于2009年10月11日在论坛称10月4号前生产的M8SE有可能出现这样的问题,并说明M8SE版“掉电”需返厂检测，魅族厂方同时提供诺基亚备用机。
- Disk丢失事件：有相当数量的M8用户反应出现DISK丢失数据问题[11]，Disk文件夹是存储数据的分区。Disk的丢失目前有很多种表现，M8用户反馈的情况简单的归纳为三种：
  - A、文件夹及部分文件丢失
    - 1.手机开机之后，进入文档，打开Disk发现Photo、Muisc、Software之类的文件夹或者该文件中部分文件消失。
    - 2.换电池，USB充电，重启手机，电话中/短信中/影视中发生。
    - 3.重置注册表，重装固件/升级新固件时发生。

  - B、在进行A中的操作时发生Disk文件夹下面全部文件消失。整个D盘无法识别或提升格式化。
  - C、开机或链接USB之后无法找到Disk文件。